# Nicolae Militaru
Nicolae Militaru (n. 10 noiembrie 1925, Bălești, județul Gorj, România – d. 27 decembrie 1996, București, România) a fost un general de armată român, primul ministru al apărării după Revoluția română din 1989.
A absolvit Liceul Frații Buzești din Craiova, apoi a absolvit  Academia Militară Superioară a URSS, a avut parte de o rapidă ascensiune în Armata Română și în Partidul Comunist Român în prima jumătate a regimului comunist din România, dar în 1978 a fost trecut în rezervă și transferat pe un post de funcționar civil, după ce a fost deconspirată o legătură clandestină a sa cu sovieticii. În 1974 a obținut titlul de doctor în științe militare, specializarea strategie. După afirmațiile sale, se pare că acea legătură făcea parte dintr-un complot ce viza înlăturarea de la putere a dictatorului Ceaușescu, dar Securitatea l-a identificat drept spion GRU.
La Revoluția din 1989, el a fost reactivat de noua putere provizorie și numit ministru al apărării, dar unele ordine contradictorii date de el conduc la suspiciuni că ar fi acționat pentru a se răzbuna pe Gheorghe Trosca, cel care l-a deconspirat în 1978 sau chiar că ar fi creat haos în folosul venirii la putere a eșalonului secund al PCR, în frunte cu Ion Iliescu. După Revoluție, s-a pensionat la scurt timp și, deși bolnav, a candidat, fără a obține un număr semnificativ de voturi, pentru președinția României, cu doar o lună înainte de a muri la sfârșitul anului 1996.

## Studiile și ascensiunea în ierarhia militară
A absolvit studii la Academia Militară „Frunze” din Moscova. La Congresul al X-lea al PCR din noiembrie 1969 a fost ales ca membru supleant al CC al PCR, fiind reales în aceeași funcție la congresele din 1974 și 1979. La 17 iunie 1965 a fost numit comandant al Armatei a III-a, cantonată la Cluj.
Generalul-locotenent Nicolae Militaru a îndeplinit funcția de comandant al Armatei a II-a, dislocată în garnizoana București (8 iulie 1969– 5 iunie 1978). A fost înaintat la gradul de general-colonel (cu 3 stele) la 19 august 1974.

## Căderea în dizgrație în 1978
În 1978, Militaru a căzut în dizgrația regimului comunist, fiind trecut în rezervă și numit în funcția de adjunct al ministrului construcțiilor industriale. După revoluția din 1989, el a explicat această decădere prin aderarea sa la un complot menit să-l înlăture de la putere pe Nicolae Ceaușescu. Într-un interviu apărut inițial în revista Baricada, el a afirmat că în contextul acelui complot, el a contactat Consulatul URSS de la Constanța pentru a afla dacă autoritățile sovietice vor acționa în sprijinul lui Ceaușescu sau nu. Istoricul Florin Constantiniu consemnează, în O istorie sinceră a poporului român că informațiile de care dispunea la momentul scrierii cărții (la câțiva ani după 1989) se limitau la memoriile lui Vadim Medvedev, un colaborator apropiat al lui Mihail Gorbaciov, care scria că Militaru a încercat să atragă sprijin sovietic pentru răsturnarea lui Ceaușescu în numele unor „forțe de orientare opoziționistă”, dar decizia autorităților URSS a fost să nu i se dea niciun răspuns. Aceste contacte clandestine ale lui Militaru cu URSS au fost identificate de Securitate, care au întocmit dosarul „Corbii”, în care Militaru a fost identificat ca spion al GRU (serviciul militar de informații sovietic).

## Revoluția din 1989
La Revoluția din 1989, Militaru a fost rechemat în cadrele active ale armatei prin Decretul nr. 2 al președintelui Consiliului Frontului Salvării Naționale, Ion Iliescu, din 26 decembrie 1989. și numit în funcția de ministru al apărării naționale după înlăturarea regimului Ceaușescu. Colonelul Gheorghe Trosca, cel care a condus în 1978 operațiunea de contra-spionaj care l-a expus pe Nicolae Militaru drept colaborator al GRU, a murit la Revoluția din 1989, în urma ordinelor date de Militaru. Articole de presă efectuate la 20 de ani după evenimente sugerează că lichidarea lui Gheorghe Trosca a fost pusă la cale de Militaru, ca o răzbunare pentru dosarul în care a fost expus ca agent al GRU, fără însă să fie prezentate dovezi pentru acest lucru Ordinele sale de atunci au creat situații contradictorii, în care diverse părți ale armatei și ministerului de interne s-au luptat în mod eronat între ele, soldându-se cu moartea multor nevinovați și s-au creat conflicte fictive și haos, care au susținut și au legitimizat astfel necesitatea venirii la putere a grupului din jurul lui Ion Iliescu. Există aserțiuni că aceste confuzii au fost intenționat generate de către Militaru, acesta spunând însă într-un interviu că nu-l cunoscuse pe Trosca anterior revoluției.
Nicolae Militaru a fost înaintat în gradul de general de armată (cu 4 stele) prin Decretul nr. 15 al președintelui Consiliului Frontului Salvării Naționale, Ion Iliescu, din 28 decembrie 1989.

### Discursul său din 22 decembrie 1989
La data de 22 decembrie 1989, în jurul orei 14, generalul Militaru a sosit la Televiziune îmbrăcat în uniformă militară și a rostit următorul discurs:
„Stimați cetățeni, stimați soldați, subofițeri, maiștri militari și ofițeri.
Mulți dintre dumneavoastră mă cunoașteți. Sunt generalul colonel Militaru Nicolae. Nu puteam să stau deoparte în asemenea momente și după asemenea crimă care s-a săvârșit în Republica Socialistă România. Îmi pare rău... nespus de rău, că în această crimă a fost atrasă și Armata Română. Dacă se adeverește faptul că Armata română a tras în popor, înseamnă că va fi rău. Și pentru Armată, în ansamblul ei, și pentru fiecare comandant de subunitate și militar în termen care a executat un asemenea ordin. După informațiile pe care le avem, au murit copii, au murit oameni bătrâni, au murit femei, au murit ființe total nevinovate.
În scurtul timp [pe] care-l am la dispoziție, în fața acestui... acestei camere de luat vederi, fac apel la tovarășii generali care dețin funcțiile de răspundere în Armata română.
Tovarășe g-ral Gușă, tovarășe g-ral Eftimescu, tovarășe g-ral Topliceanu, tovarășe g-ral Roșu, tovarășe general Voinea, tovarășe g-ral Dăndăreanu și toți ceilalți. Aș face apel, tot... în același fel, tovarășului general Rusu.
Opriți măcelul! Dați ordine: opriți măcelul! Dacă s-a făcut crima până acuma, opriți-o! Nu știu ce va fi mai departe, îmi pare foarte rău, sigur că cei în drept vor cerceta împrejurările în care a murit prietenul meu, generalul Milea, ministrul Apărării Naționale. Nu cunosc cât a fost de trădător, pe cine a trădat, ce a mințit, dar în mod categoric ca aceia care vor fi în măsură în viitor vor face lumină și din acest punct de vedere.
Tovarășe general Gușă, tovarășe general Voinea, sunteți rugați, amândoi, să veniți urgent la Radioteleviziune. Da? imediat. Înainte de a pleca de la locurile dumneavoastră de lucru, dați ordin să oprească tot și retrageți armata în cazărmi.
Tovarășe Rusu, dă ordin nimic să nu plece pe calea aerului din Republica Socialistă România! Sper că dumneata m-ai înțeles destul de bine.
Fac apel la colegii și prietenii, unii dintre ei, generali din Ministerul de Interne, tovarășe general Vlad, tovarășe general Bucurescu și ceilalți, luați măsurile care se cuvin pe linia Ministerului de Interne! Opriți măcelul! Indiferent, indiferent ce s-ar întâmpla, nu mai trageți! Introduceți trupele în cazărmi! Fac apel acum la întregul popor român: manifestați, fraților, manifestați-vă bucuria, dar în pace, fără devastări de vitrine. Jucați ce vreți dumneavoastră, bucurați-vă cu toții, nu distrugeți însă bunurile materiale. Nu dați prilejul să fiți atacați pentru asemenea lucruri. Dacă am fost înțeles, eu aș ruga pe tovarășii nominalizați să ia act de ce i-am rugat.”

## Viața de după Revoluție
După Revoluție, colonelul de securitate Filip Teodorescu, implicat în evenimentele din 1989 de la Timișoara, a sugerat că Militaru ar fi încercat să obțină declarații false prin care să crească importanța pretinselor sale acțiuni conspirative din anii 1970, și a scris că a primit o propunere din partea lui Militaru „să accept că am fost exponentul Securității în «mișcare». Îmi oferea în schimb asigurări că nu voi mai fi implicat în procesul în care am fost trimis”.
La doar câteva luni după Revoluție, la 22 martie 1990, Nicolae Militaru a fost trecut în rezervă cu drept la pensie. A candidat la președinția României în anul 1996 obținând 0,22% din voturi, dar la acea dată era deja bolnav și a murit la doar o lună după alegeri.
Gheorghe Trosca, agentul de Securitate care l-a denunțat pe Militaru ca fiind spion GRU în 1978 și care a murit la Revoluție în urma ordinelor lui Militaru, a fost considerat erou-martir al Revoluției până în 2011, când în urma unei anchete a Comisiei de Studiere a Arhivelor Securității, confirmată de o instanță judecătorească, a concluzionat că înainte de 1989, acesta fusese agent al poliției politice comuniste.

## Distincții
- Ordinul „23 August” clasa a V-a (12 august 1959) „pentru contribuție activă la întărirea regimului democrat-popular”[16]
- Ordinul „Steaua Republicii Populare Romîne” clasa a IV-a (10 august 1964) „pentru merite deosebite în opera de construire a socialismului, cu prilejul celei de a XX-a aniversări a eliberării patriei”[17]